# 오트만 바칼
오트만 바칼(Otman Bakkal, 1985년 2월 27일 ~ )는 네덜란드의 전직 축구 선수이다.